# Justyna Sobczyk
Justyna Sobczyk (ur. 7 czerwca 1977) – polska reżyserka, pedagożka, założycielka Teatru 21, którego aktorami są osoby z zespołem Downa i w spektrum autyzmu. 

## Życiorys
Absolwentka Pedagogiki Specjalnej Uniwersytetu Mikołaja Kopernika w Toruniu, Wiedzy o Teatrze w warszawskiej Akademii Teatralnej oraz Pedagogiki Teatru na berlińskim Universität der Künste.
Laureatka Paszportu „Polityki” 2021 w kategorii Teatr za przedstawienia uczące wrażliwości na to, co nieoczywiste. I dawanie każdym z nich wspaniałego przykładu praktykowania różnorodności, włączania i współpracy – na poziomie ludzkim, społecznym, artystycznym i instytucjonalnym.
Jej siostrą jest posłanka Joanna Scheuring-Wielgus.
Od września 2025 obejmie na pięć sezonów artystycznych w konkursie stanowisko dyrektora Teatru Ochoty im. Haliny i Jana Machulskich w Warszawie po wygranym konkursie na to stanowisko.